# Марк Антъни
Марк Антъни (на английски: Marc Anthony; на испански: Marco Antonio Muñiz) е американски певец, композитор, продуцент и актьор. Носител е на две Грами и четири Латин Грами. Известен е предимно със салсата и баладите си. Салса изпълнител с най-много продадени албуми за всички времена според книгата на рекордите Гинес (2000). Притежава част от Маями Долфинс. Записва първия си албум през 1988 година. Участва и в няколко игрални филма.
Марк Антъни има дъщеря, Ариана, родена през 1994 година от своята приятелка Деби Росадо. Той се жени за Деянара Торес, бивша Мис Вселена, през 2000 година. Те имат двама сина. През 2004 година се жени за Дженифър Лопес. От този брак има близнаци, родени през 2008 година. Двамата се разделят през юли 2011 година, но Марк Антъни подава молба за развод едва през април 2012 година.

## Дискография
- 1988: Rebel
- 1991: When the Night is Over
- 1993: Otra Nota
- 1995: Todo a Su Tiempo
- 1997: Contra la Corriente
- 1999: Marc Anthony
- 2001: Libre
- 2002: Mended
- 2004: Amar Sin Mentiras
- 2004: Valió la Pena
- 2007: El Cantante
- 2010: Iconos
- 2013: 3.0
- 2019: Opus
- 2022: Pa'llá Voy

## Филмография
| Year | Film                           | Role             | Notes                  |
| ---- | ------------------------------ | ---------------- | ---------------------- |
| 1988 | East Side Story                | Flaco            | Singer                 |
| 1993 | Carlito's Way                  | Cameo Appearance | Sings „Parece Mentira“ |
| 1994 | Natural Causes                 | Marine Guard     |                        |
| 1995 | Хакери                         | Agent Kee        |                        |
| 1996 | Big Night                      | Cristiano        |                        |
| 1996 | The Substitute                 | Juan Lucas       |                        |
| 1999 | Bringing Out The Dead          | Noel             |                        |
| 2001 | In the Time of the Butterflies | Lio              |                        |
| 2004 | Man on Fire                    | Samuel Ramos     |                        |
| 2007 | El Cantante                    | Héctor Lavoe     |                        |

Television
- 2010 – 2011: HawthoRNe (TV series) as Officer Nick Renata in „A Mother Knows“ (Season 2, Episode 8) and „Picture Perfect“ (Main – Season 3)
- 2012: The X Factor, as a guest judge in Season 2, Episode 9